# Водопади Старе планине
Стара планина, или Балкан планина или Балкан, припада систему Балканских планина које се пружају од Црног мора на истоку, па све до Вршке чуке на западу. Дужина овог планинског система износи 530 км. Највиша тачка Старе планине је врх Ботев (2.376 m н.в).
У потрази за скривеним драгуљима природе, на брзим, али кратким планинским рекама, туристи се упуштају у авантуру од које застаје дах. Од безбедних и приступачних, до потпуно изолованих водопада.
Постоји податак да се на Старој планини налази највећа серија водопада у Србији. Од целокупног списка водопада у Србији готово сваки трећи је на овој планини. Годинама су ови истински бисери Србије били сакривени од јавности. Разлога је више. Неки од њих су и ти што је само подручје Старе планине слабо насељено и крајње забачени кутак земље, који је данашња цивилизација, изгледа, заборавила. Готово сви терени на којима се налазе водопади су изузетно неприступачни и до њих углавном могу доћи само искусни планинари и авантуристи.
Прве пионирске покушаје истраживања и снимања водопада Старе планине покренуо је Владимир Манић, учитељ из Ниша и познати аутор документарних филмова о Старој планини. Деведесетих година 20. века снимајући материјале за свој документарни филм "Висок" он обилази целокупно подручје Старе планине у Србији и наилази на невероватна открића која су убрзо постала доступна јавности чим су објављени ти видео материјали.Пешице са својим сарадницима, крстарећи по дивљим просторима планине у сливу Топлодолске реке он наилази на серију великих водопада. Тако 1995. године открива и први пут у јавности представља "Куртулски водопад" (27 m) а годину дана касније и "Чунгуљски водопад" (42 m). У мају 2002. године Манић крунише свој успех пронашавши "Пиљски водопад" (65 m)за који многи сматрају да је један од највећих у Србији. Своје авантуре и причу о тим временима и откривању водопада Старе планине он обрађује у свом најновијем документарном филму "Бисери Старе планине" који би требало да буде објављен 2017. године. Кад је реч о штампаним издањима, највише информација о водопадима Старе планине можете видети у књизи "Водопади Србије" Драгована Стојадиновића који је обишао скоро све познате водопаде Старе планине, организовао мерења (Копренски 103м и Калуђерски 232м) и на изузетно атрактиван и професионалан начин описао ове истинске бисере.
Следи списак водопада Старе Планине.

## Водопад Тупавица
У близини села Дојкинци, на Дојкиначкој реци је водопад Тупавица. На надморској висини од 1050 метара, изузетне лепоте и висине до 25 метара спада у најлепше водопаде Србије. Током зиме има изглед завесе од леденица, а током пролећа и лета се слапови воде стропоштавају низ литицу од пешчара. Најприступачнији је од свих водопада на Старој планини, а од Дојкинаца је удаљен сат и по времена лагане шетње. 

## Водопад Бигар
На путу ка Пироту, у близини места Кална протиче поток Бигар. На месту где се улива у Стањинску реку формира се водопад Бигар. Име је добио по шупљикавој стени преко које се слива, а висине је 35 метара. У прошлости је представљао омиљено излетиште мештана околних села, а данас га радо обилазе љубитељи природе и ван туризма. У близини је манастир Светог Онурфија из 18. века, али и три језера са ниским каскадама. 

## Водопад Чунгуљски скок
На девет километара од села Топли До, на Топлодолској реци је Чунгуљски водопад на око 1.180 метара надморске висине. Назван по планинском врху Чунгуљ, висине 1.692 мнв, у чијем се подножју налази. Открио га је 1996. године Владимир Манић, учитељ из Ниша са својом екипом сарадника снимајући материјале за свој документарни филм "Висок". Године 2002. Манић је повео свог пријатеља, алпинисту из Ниша Бранислава Анђелковића, да измери водопад. По Анђелковићу висина водопад је 42 метара. Овај истински бисер планине многи сматрају једним од најлепших на Старој планини..
Чунгуљски водопад је карактеристичан по годишњем усецању у стене за центиметар, на шта утичу јаке и брзе бујице које настају приликом отапања снега. Данас његова висина износи 42 метара. 

## Пиљски водопад
У околини села Топли До смештен је и Пиљски водопад, кога чине доњи и горњи. Горњи Пиљ је мање истражен због неприступачног терена и надморске висине од 1.370 метара. Доњи Пиљ је смештен на 1.170 метара надморске висине, испод истоименог врха и састоји се од две каскаде. Заузима треће место по висини водопада Србије, са својих 65 метара. Открио га је Владимир Манић 2002. године, познати аутор документарних филмова са групом планинара из Ниша снимајући материјале за свој документарни филм "Висок" и од тада је успутна станица за све љубитеље природе који дођу у ове крајеве.

## Водопад Калуђерски скок
У близини села Топли До, испод највишег врха Старе планине – Миџор (2.169 m нмв) је водопад Калуђерски скок. Краси Калуђерску, која је притока Ракитске од које даље са Јаворском настаје Топлодолска река. Висок је импозантних 232 метара, што га чини највишим у земљи, на 1.600 метара надморске висине. Због неприступачности терена, могуће га је посетити само са пуном планинарском опремом у рано пролеће, када су поједини предели још увек прекривени снегом. У току лета, окружење водопада зараста у густу вегетацију, што уз стрме стране представља препреку чак и искусним планинарима. 

## Копренски водопад
На Јеловичкој реци испод врха Копрен (1.963 m нмв) је Копренски водопад. Скривен на непроходном терену, током лета обрастао бујном вегетацијом а током зиме покривен снежним сметовима. Висок 103 метара, са просечним падом од 56 степени на каскадама, смештен на 1.820 метара надморске висине. Спада међу највише у Србији.

Постоје тачно уцртане координате сваког од наведених водпада]] али се не препоручује индивиуално обилажење. Планинарско друштво и Туристичка Организација Пирота нуде посету водопадима Старе планине у пратњи искусних планинара. 

## Галерија
- БУКОВ ДО
- БУКОВ ДО
- БУКОВ ДО
- БУКОВ ДО
- БУКОВ ДО
- БУКОВ ДО